# Romaldo Giurgola
Romaldo Giurgola, född 1920, död 2016, var en italiensk-amerikansk akademiker och arkitekt
Giurgola studerade på La Sapienza i Rom och sedan arkitektur på Roms universitet. 1949 flyttade han till USA och tog en arkitektexamen på Colombia University. 1958 bildade han arkitektkontoret Mitchell/Giurgola Architects Ehrman B. Mitchell i Philadelphia. Mitchell/Giurgola ritade Australiens nya parlamentsbyggnad och i Sverige AB Volvos huvudkontor tillsammans med Owe Svärd.